# Mittelschule an der Wiesentfelser Straße
Die Mittelschule Neuaubing, die ehemalige Hauptschule an der Wiesentfelser Straße, ist seit dem 1. August 2011 eine Münchner Mittelschule im Stadtteil Neuaubing. Im Rahmen der verordneten Umstrukturierung der bayerischen Hauptschulen musste sie notgedrungen einen Verbund mit drei anderen Hauptschulen eingehen. Sie erhielt seit 2005 eine Reihe von Schulpreisen.

## Geschichte des Schulgebäudes
Das Kerngebiet des Schulsprengels der Schule an der Wiesentfelser Straße war bis 1960 weitgehend ein brachliegendes Heidegebiet. 1965 wurde begonnen, ein großflächiges Wohngebiet mit 1758 Wohnungen für ungefähr 6000 Bewohner zu erstellen. Zahlreiche Familien zogen ein. Die Schule an der Limesstraße, 1908 für die im Entstehen begriffene Siedlung Neuaubing erbaut, und die Schule an der Reichenaustraße mussten ungefähr 700 Kinder aus der neuen Siedlung aufnehmen. Baubeginn für das Schulhaus an der Wiesentfelser Straße war der 15. März 1967. Bereits am 23. April 1968 konnte der Unterricht beginnen.
So gab es ab September 1969 eine eigenständige Hauptschule an der Wiesentfelser Straße 53. Auffallend war und ist bis heute die stetige Zunahme des prozentualen Anteils an ausländischen Kindern. Ein großes Problem, eigentlich schon seit Bestehen der Schule, war eine notwendige Sanierung: Im Mai 1991 gab es eine erste Information durch das Umweltreferat bezüglich einer PCB-Belastung des Gebäudes. Im Januar 1995 stand fest, dass die Schule saniert werden musste. Die Kosten wurden auf 18 Millionen DM geschätzt. Es dauerte jedoch bis zum September 1999, bis der erste Bauabschnitt fertiggestellt worden war. Im März 2000 konnten die ersten beiden Klassen in sanierte Räume einziehen. Ende des Jahres konnten auch die neuen Verwaltungsräume im 1. Stock bezogen werden. Seit 2011 herrschte bei Grund- und Mittelschule eine starke Raumnot. Mittlerweile ist die Grundschule in ein eigenes Gebäude in Freiham gezogen.

## Name der Schule
Als das Viertel in den 1960er Jahren erbaut wurde, griff man bei der Benennung der Straßen auf Ortsnamen aus der Fränkischen Schweiz zurück. Die Schule heißt seitdem Hauptschule an der Wiesentfelser Straße.
Die Straße, an der die Schule liegt, hat ihren Namen nach Dorf und Burg Wiesentfels. Zum 1. August 2011 wurde die Schule in Mittelschule an der Wiesentfelser Straße umbenannt.

## Architektur und Gebäude

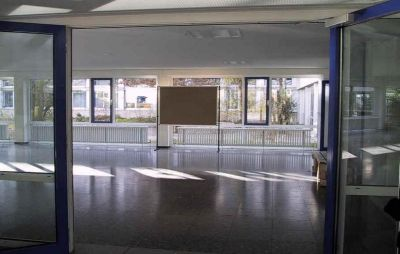
Eingangshalle der Schule mit Durchsicht zu einem Innenhof

Das Gebäude liegt auf städtischem Grund und nimmt eine große Fläche ein, da es nur zweistöckig gebaut ist und neben der Mittelschule auch eine Grundschule beherbergte. Der Baustil entspricht der Plattenbauweise der 60er Jahre. Es existieren vier Innenhöfe.

## Schulpreise
In der Zeit des Schulleiters Jürgen Walther und seiner damaligen Stellvertreterin Elsbeth Zeitler erhielt die Schule zahlreiche Preise, bis hin zur besten Schule Deutschlands, die zur Ausbildungsreife führt.
- 2005: Sonderpreis des Deutschen Hauptschulpreises
- 2007: 3. bayerischer Landessieger des Deutschen Hauptschulpreises
- 2008: 2. Platz beim Münchner Schülerfirmenwettbewerb, der firm-Messe im Haus der Bayerischen Wirtschaft[4]
- 2009: Förderpreis „Lichtblicke“ der Münchner Lichterkette, des Ausländerbeirats und der Landeshauptstadt München[5]
- 2010 Nominierung, mit 14 anderen Schulen aller Schularten, für den Deutschen Schulpreis[6]
- 2011: 4. bayerischer Landessieger bei Starke Schule
- 2013: Landessieger Bayern bei Starke Schule
- 2013: Bundessieger bei Starke Schule[7][8]

## Schulentwicklung
Das Kollegium der Hauptschule unterzog sich in den Schuljahren 2001–2003 der professionellen Schulentwicklung an der Ludwig-Maximilians-Universität München, im „Netzwerk Innovativer Schulen“ unter der Leitung von Dr. Richard Sigel. Dort wurden im Verbund mit 14 anderen Grund-, Haupt- und Förderschulen über anderthalb Jahre die Bereiche
- Leitbild und Schulprogramm
- Personalentwicklung
- Teamentwicklung
- Projektmanagement
- Unterrichtsentwicklung

bearbeitet. Die Hauptschule Wiesentfelser Straße war die einzige Münchner Hauptschule, die an der Ausbildung im Schulnetzwerk teilnahm. Eine Steuergruppe bereitete daraufhin für die Lehrerkonferenz wichtige Entscheidungen vor.
2016 und in den Jahren darauf unterzog sich die Schule einer weiteren, nämlich einer interkulturellen Schulentwicklung. Federführend waren hierbei das Sozialreferat der Landeshauptstadt München, Stelle für interkulturelle Arbeit (Schule für Alle) und der Lehrstuhl für Schulpädagogik an der LMU, Professor Dr. Ewald Kiel.

## Pädagogische Arbeit und Angebote
Unterrichtsentwicklung
Das Fach Deutsch stand im Zentrum des Unterrichts. Um bei Schülern Lücken in diesem Fach zu schließen, kamen bis zu 15 Lesepaten jede Woche am Vormittag in die Schule. Darüber hinaus unterstützten die Fikentscher-Kinder-und-Jugendhilfestiftung und die Kairos-Stiftung die Schule mit Deutschkursen zusätzlich zum Unterrichtsangebot. Von April 2009 an gab es zusätzlich Deutschkurse der Mercator-Stiftung, die ab 2012/13 von Schule für alle durchgeführt wurden und in den Vor- und Nachmittagsunterricht integriert waren.
Projekte und AGs
Die Schule bietet ab der fünften Klasse künstlerische, sportliche und handwerkliche Projekte an. Sie nimmt regelmäßig am Projekt Praxis an Mittelschulen der Regierung von Oberbayern teil.
Berufsvorbereitung
Die Berufsvorbereitung beginnt in den fünften und sechsten Klassen mit dem Fach AWT, unterstützt von handwerklichen und künstlerischen Projekten. Ab der siebten Klasse beginnt die Berufsfindung. Das Projekt Gesellschaft macht Schule unterstützt Schüler, bei Praktikumssuche, Bewerbungsschreiben, Vorstellungsgesprächen und beim Übergang in das Berufsleben.
Umgang mit schwierigen Schülern
In der Schule ist das Beratungszentrum 40 angesiedelt, welches enge Kontakte mit dem Sozialbürgerhaus Pasing, der Ambulanten Erziehungshilfe und Pro Familia pflegt. Im Rahmen des AsA (Alternatives schulisches Angebot) ist an einem Vormittag pro Woche eine Lehrkraft einer Förderschule anwesend, die sich als Ansprechpartner für Schüler, Eltern und Lehrkräfte versteht und eng mit einer Lehrkraft und der Jugendsozialarbeit der Schule zusammenarbeitet.

## Kooperationspartner
Die Schule war im Stadtteil und in der Stadt München stark vernetzt. Es gab ein großes Netzwerk externer Unterstützer. Dazu gehörten bis 2014 neben anderen:
- Förderzentrum München-West am Schererplatz
- Kinder- und Jugendfarm Neuaubing[13]
- Freizeittreff Neuaubing
- Ambulante Erziehungshilfe Neuaubing
- Pro Familia Neuaubing
- SOS-Mütter- und Kindertageszentrum München[14] und das SOS-Kinderdorf Diessen[15]
- Sozialbürgerhaus Pasing
- Jugendbeamten der Polizei Pasing
- Gruppe der Lesepaten
- Projekt „Sprungbrett“, das Schülerpatenprojekt an der Schule
- Gesellschaft macht Schule
- Kultur&Spielraum
- Lichterkette München
- Bezirksausschuss 22[16]
- SchlauSchule

Mittlerweile hat sich die Situation stark verändert und die Zahl der Kooperationspartner ist geschrumpft: Fast die Hälfte der ehemaligen Kooperationspartner ist weggefallen, mittlerweile sogar mehr.

## Jugendsozialarbeit
Seit dem Schuljahr 2004/05 gibt es an der Schule eine Jugendsozialarbeiterin, seit September 2008 zwei. Träger der 1½ Stellen ist der Kreisjugendring München. Die Jugendsozialarbeit ist täglich zu erreichen, vormittags für Lehrkräfte und Schüler an der Schule und nachmittags teilweise im benachbarten Jugendtreff.
Einzelfallhilfe, Angebote für Klassenprojekte (z. B. Erwachsen werden) das JADE-Projekt der Landeshauptstadt München („Jugendliche an der Hand nehmen“, berufsbezogene Schulsozialarbeit) sind die Schwerpunkte der Arbeit.